# 陳植棋
陳植棋（1906年1月16日—1931年4月13日），臺北廳水返腳（今新北市汐止區）人，為台灣第一代西畫畫家，其作品以油畫為主，題材包括風景和風景、靜物和人物等。受到後印象派和野獸派的影響，通過狂野、剛勁的筆觸和大膽的色彩展現出強烈的個人風格，致力於描繪台灣鄉野風景的特色，堪稱台灣最早的「野獸派」畫家。

## 生平
陳植棋出生於臺北廳水返腳（今新北市汐止區），1921年畢業於南港公學校後，進入台北師範學校（現國立台北教育大學），受教於石川欽一郎。
1924年11月初，師範學校發生修學旅行路線之爭，因校方偏袒日本內地籍學生，引起本島籍台灣學生不滿，發起罷課行動抗議。數日後，他因參與此次學潮活動，遭學校退學處分。其後受到石川老師及鹽月桃甫老師鼓勵，前往東京美術學校就讀，1928年陳植棋以《台灣風景》入選第9回帝展。1930年自東京美術學校畢業，同年以《淡水風景》入選第11回帝展。被《台灣日日新報》譽為天才青年畫家，期間一直關注台灣藝術界的發展，經常往返於台灣和日本之間。曾經加入「七星畫壇」與「赤島社」。
1931年4月13日上午11時15分，陳植棋因過度操勞，胸膜炎併發腦膜炎，英年早逝，同月19日在台北西本願寺舉行追悼會。名言為：「人生是短促的，藝術才是永遠。」「如果生命是細而長的話，我寧願短而亮，我嚮往迸發的生命力！」。同年9月於總督府舊廳舍舉辦遺作展，展出八十餘件作品。

## 個人生活
陳植棋與妻子潘鶼鶼（士林士紳潘光楷之女，台北第三高女畢業，曾擔任小學教員）於1927年結婚。其部分作品則包含妻子的一系列肖像畫，包括：《夫人畫像》（1927）、《我的妻子》（1927）、《婦人像》（1930~1931）等，展現了台灣女性勇敢、堅定的形象。

## 軼事
陳植棋曾為了能親身吃一口日本和牛，特地搭飛機跑到神戶去。

## 重要獎項

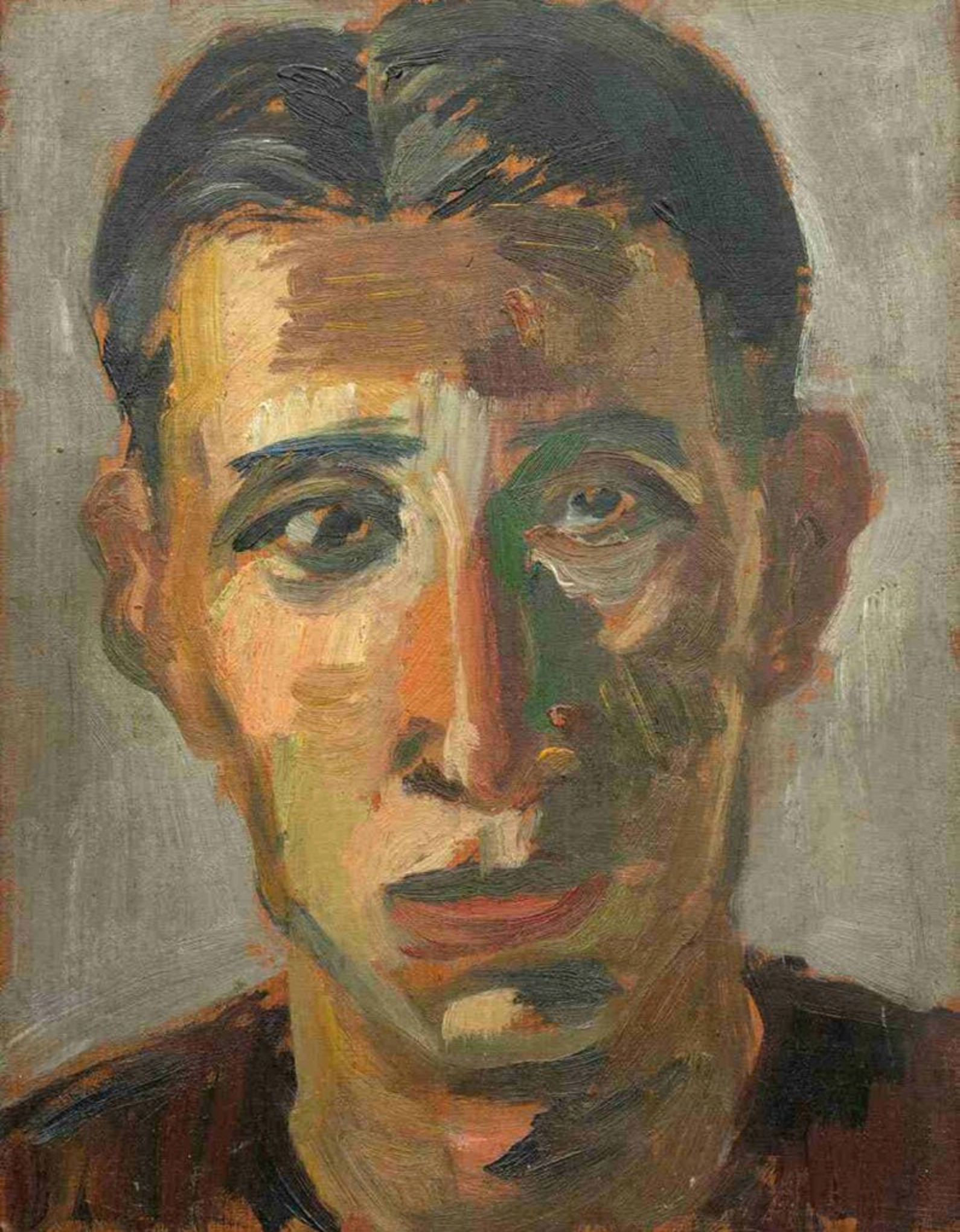
陳植棋自畫像

- 昭和2年（1927年）─第一回台展，《海邊》：特選。
- 昭和3年（1928年）─第二回台展，《三人》、《二人》、《桌上靜物》：無鑑查（日语：無鑑査）。第九回帝展，《台灣風景》：入選。
- 昭和4年（1929年）─第三回台展，《芭蕉の畑》特選。
- 昭和5年（1930年）─第四回台展，《真人廟》：特選・無鑑査、《赤き壁》、《觀音山の見える風景》：無鑑査。第十一回帝展，《淡水風景》：入選。
- 昭和6年（1931年）─第五回台展，《婦人像》：無鑑査。

## 流行文化

### 影視作品
- 2016年 電視劇《紫色大稻埕》，由曾子益飾演。